# Franz Unterberger (Mediziner)
Franz Carl Christian Unterberger (* 7. September 1882 in Königsberg (Preußen); †  11. April 1945 ebenda) war ein deutscher Gynäkologe. Er war Dozent an der Albertus-Universität Königsberg und bis zu seinem Suizid Chefarzt am Krankenhaus der Barmherzigkeit in Königsberg.

## Leben
Franz Unterbergers war der Neffe von Reinhold Unterberger, einem Königsberger Gynäkologen. Nach seinem Abitur in Königsberg studierte er Medizin an der Königsberger Albertina und in München. Während seines Studiums wurde er Mitglied der Burschenschaft Germania Königsberg. 1905 wurde er in Königsberg mit seiner Arbeit Ueber operative Verletzungen des ductus thoracicus promoviert.
Unterberger war zunächst Assistenzarzt an der chirurgischen Universitätsklinik. 1908 wechselte er zur pathologisch-anatomischen Anstalt in Genf und später an die Frauenklinik in Rostock. 1911 habilitierte er sich dort auf dem Gebiet der Geburtshilfe und Gynäkologie mit seiner Arbeit Die Sterblichkeit im Kindbett im Grossherzogtum Mecklenburg-Schwerin in den Jahren 1886–1909. 1912 wurde er  Hebammenlehrer an der Königsberger Universitäts-Frauenklinik. 1914 übernahm er als Nachfolger seines Onkels Reinhold die Leitung der Abteilung für Frauenkrankheiten am Diakonissen-Krankenhaus der Barmherzigkeit in Königsberg. Zugleich wurde er Privatdozent an der medizinischen Fakultät der Albertina.
Während des Ersten Weltkrieges leistete er Heeresdienst. Nach dem Kriege arbeitete er erneut als Klinikleiter und Konsiliarius. Er war wissenschaftlich auf dem Gebiet der klinischen und experimentellen medizinischen Forschung tätig. Ab 1925 publizierte er verschiedene Arbeiten über das Verfahren operativer Eileitereinpflanzungen und entwickelte eine Methode für die Herstellung der Empfängnisfähigkeit im Falle von Sterilität. Vor dem Hintergrund der seit Mitte des 19. Jahrhunderts aufgekommenen Versuche, Gewebe und Organe zu transplantieren, schuf Unterberger den Epochenbegriff vom „Zeitalter der Transplantationen“. Er befasste sich auch mit dem Nachweis der Gefährdung des Keimgewebes durch Einwirkung von Röntgenstrahlen. Ferner untersuchte Unterberger Möglichkeiten zur Beeinflussung des Geschlechts beim Zeugungsakt.
Unterberger erlebte die Einnahme von Königsberg durch die Sowjetarmee, während er im Krankenhaus arbeitete. Laut Berichten von Zeugen soll er so grauenvolle Erlebnisse gehabt haben, dass er zwei Tage nach der Besetzung am 11. April 1945 sich das Leben nahm. Mitarbeiter begruben ihn auf dem Gelände des Krankenhauses.

## Veröffentlichungen
- Ueber das Auftreten von Fetttröpfchen in den Muskelzellen des Myometriums bei der sogenannten Metritis chronica. Archiv für Gynäkologie 90/3 (1910).
- Die Sterblichkeit im Kindbett im Grossherzogtum Mecklenburg-Schwerin in den Jahren 1886–1909. In: Archiv für Gynäkologie 95 (1912).
- Hat Ovarientransplantation praktische Bedeutung?. Deutsche Medizinische Wochenschrift 1918, S. 903–904.
- Experimentelle Zwitterbildung und ihr Einfluß auf die Nachkommenschaft. Ein Beitrag zur Frage der inneren Sekretion der Keimdrüsen. In: Monatsschrift für Geburtshilfe und Gynäkologie 1924, S. 41–47. online
- Normaler Partus nach Tubenimplantation. Monatsschrift für Geburtshilfe und Gynäkologie 73 (1926).